# Paralticus
Paralticus is een monotypisch geslacht van straalvinnige vissen uit de familie van naakte slijmvissen (Blenniidae).

## Soort
- Paralticus amboinensis (Bleeker, 1857)